# 仮面ライダー シティウォーズ
『仮面ライダー シティウォーズ』（かめんライダー シティウォーズ）は、バンダイナムコエンターテインメントより配信されていたスマートフォン用アプリゲーム。2017年10月25日サービス開始。基本プレイ無料（アイテム課金）。
2021年3月29日をもってサービスを終了した。

## 概要
特撮テレビドラマシリーズ「仮面ライダーシリーズ」を題材としたスマートフォン向けシミュレーションアクションゲーム。

## 登場キャラクター

### プレイアブルキャラクター
（招）は招集で、(BC)はBC（ブーストチェンジ）で使用可能になるキャラクター。
また、(BC-EX)はBC-EX限定、(BT)はBT（ブーストタッグ）限定となるキャラクター。
- 『仮面ライダー』
  - 仮面ライダー新1号（招）
    - 仮面ライダー新1号 ライダーファイト(BC-EX)

  - 仮面ライダー新2号（招）
- 『仮面ライダーV3』
  - 仮面ライダーV3（招）
- 『仮面ライダーX』
  - 仮面ライダーX（招）
- 『仮面ライダーアマゾン』
  - 仮面ライダーアマゾン（招）
- 『仮面ライダーストロンガー』
  - 仮面ライダーストロンガー（招）
    - 仮面ライダーストロンガー チャージアップ (BC)[注釈 1]
- 『仮面ライダー（スカイライダー）』
  - 強化スカイライダー（招）
- 『仮面ライダースーパー1』
  - 仮面ライダースーパー1（招）
- 『仮面ライダーZX』
  - 仮面ライダーZX（招）
- 『仮面ライダーBLACK』
  - 仮面ライダーBLACK（招）
- 『仮面ライダーBLACK RX』
  - 仮面ライダーBLACK RX（招）
    - ロボライダー (BC)[注釈 1]
    - バイオライダー (BC)
- 『真・仮面ライダー 序章』
  - 仮面ライダーシン
- 『仮面ライダーZO』
  - 仮面ライダーZO
- 『仮面ライダーJ』
  - 仮面ライダーJ
- 『仮面ライダークウガ』
  - 仮面ライダークウガ
    - 仮面ライダークウガ マイティフォーム（招）
    - 仮面ライダークウガ ライジングマイティ (BC)[注釈 2]
    - 仮面ライダークウガ アルティメットフォーム (BC)[注釈 1]
    - 仮面ライダークウガ ライジングタイタン (BC)[注釈 1]
    - 仮面ライダークウガ アメイジングマイティ (BC)
    - 仮面ライダークウガ ライジングドラゴン (BC)
- 『仮面ライダーアギト』
  - 仮面ライダーアギト
    - 仮面ライダーアギト グランドフォーム（招）
    - 仮面ライダーアギト バーニングフォーム (BC)[注釈 2]
    - 仮面ライダーアギト シャイニングフォーム (BC)[注釈 1]
    - 仮面ライダーアギト トリニティフォーム (BC)

  - 仮面ライダーギルス（招）
- 『仮面ライダー龍騎』
  - 仮面ライダー龍騎（招）
    - 仮面ライダー龍騎サバイブ (BC)[注釈 2]

  - 仮面ライダーナイト（招）
    - 仮面ライダーナイトサバイブ (BC)[注釈 1]
- 『仮面ライダー555』
  - 仮面ライダーファイズ（招）
    - 仮面ライダーファイズ アクセルフォーム (BC)[注釈 2]
    - 仮面ライダーファイズ ブラスターフォーム (BC)[注釈 2]
    - ウルフオルフェノク (BC)[注釈 3]

  - 仮面ライダーカイザ（招）
  - 仮面ライダーデルタ（招）
  - 仮面ライダーオーガ（招）
- 『仮面ライダー剣』
  - 仮面ライダーブレイド（招）
    - 仮面ライダーブレイド ジャックフォーム (BC)[注釈 2]
    - 仮面ライダーブレイド キングフォーム (BC)[注釈 1]

  - 仮面ライダーギャレン（招）
    - 仮面ライダーギャレン ジャックフォーム(BC)[注釈 1]

  - 仮面ライダーカリス（招）
    - 仮面ライダーワイルドカリス（BC）

  - 仮面ライダーレンゲル（招）
- 『仮面ライダー響鬼』
  - 仮面ライダー響鬼（招）
    - 仮面ライダー響鬼紅 (BC)[注釈 1]
    - 仮面ライダー装甲響鬼 (BC)[注釈 1]
- 『仮面ライダーカブト』
  - 仮面ライダーカブト
    - 仮面ライダーカブト ライダーフォーム（招）
    - 仮面ライダーカブト ハイパーフォーム (BC)[注釈 2]

  - 仮面ライダーガタック
    - 仮面ライダーガタック ライダーフォーム（招）
    - 仮面ライダーガタック ハイパーフォーム (BC)[注釈 1]

  - 仮面ライダーキックホッパー（招）
  - 仮面ライダーパンチホッパー（招）
- 『仮面ライダー電王』
  - 仮面ライダー電王
    - 仮面ライダー電王 ソードフォーム（招）
    - 仮面ライダー電王 ロッドフォーム (BC)[注釈 1]
    - 仮面ライダー電王 クライマックスフォーム (BC)[注釈 2]
    - 仮面ライダー電王 超クライマックスフォーム (BC)
    - 仮面ライダー電王 ライナーフォーム(BC)

  - 仮面ライダーゼロノス
    - 仮面ライダーゼロノス アルタイルフォーム（招）
    - 仮面ライダーゼロノス ベガフォーム(BC)[注釈 1]

  - 仮面ライダーNEW電王 ストライクフォーム（招）
- 『仮面ライダーキバ』
  - 仮面ライダーキバ
    - 仮面ライダーキバ キバフォーム（招）
    - 仮面ライダーキバ ガルルフォーム (BC)[注釈 2]
    - 仮面ライダーキバ エンペラーフォーム (BC)[注釈 2]
    - 仮面ライダーキバ ドガバキフォーム (BC)
    - 仮面ライダーキバ ドッガフォーム (BC)

  - 仮面ライダーダークキバ（音也）（招）
  - 仮面ライダーイクサ（音也）（招）
  - 仮面ライダーイクサ（名護）（招）
- 『仮面ライダーディケイド』
  - 仮面ライダーディケイド（招）
    - ディケイドアギト (BC)[注釈 1]
    - ディケイド響鬼 (BC)
    - 仮面ライダーディケイド コンプリートフォーム (BC)[注釈 1]

  - 仮面ライダーディエンド（招）
- 『仮面ライダーW』
  - 仮面ライダーW
    - 仮面ライダーW サイクロンジョーカー（招）
    - 仮面ライダーW ルナトリガー (BC)
    - 仮面ライダーW サイクロンジョーカーエクストリーム (BC)[注釈 2]
    - 仮面ライダーW サイクロンジョーカーゴールドエクストリーム (BC)
    - 仮面ライダーW ファングジョーカー(BC)
    - 仮面ライダーW ヒートメタル(BC)
    - 仮面ライダージョーカー（BC）[注釈 4]

  - 仮面ライダーアクセル（招）
    - 仮面ライダーアクセルトライアル（BC）[注釈 1]

  - 仮面ライダーエターナル（招）
    - 仮面ライダーエターナル（T2ガイアメモリ全装着状態）（BC）[注釈 1]

  - 仮面ライダースカル（招）
- 『仮面ライダーオーズ/OOO』
  - 仮面ライダーオーズ
    - 仮面ライダーオーズ タトバコンボ（招）
    - 仮面ライダーオーズ ガタキリバコンボ (BC)[注釈 1]
    - 仮面ライダーオーズ タジャドルコンボ (BC)[注釈 1]
    - 仮面ライダーオーズ ラトラーターコンボ (BC)[注釈 1]
    - 仮面ライダーオーズ プトティラコンボ(BC)
    - 仮面ライダーオーズ スーパータトバコンボ (BC)
    - 仮面ライダーオーズ サゴーゾコンボ (BC)
    - 仮面ライダーオーズ シャウタコンボ (BC)
    - 仮面ライダーオーズ ビカソコンボ (BC)
    - 仮面ライダーオーズ タジャドルコンボ（最終回ver.） (BC-EX)

  - 仮面ライダーバース（後藤）（招）
    - 仮面ライダーバース・デイ（後藤）(BC)[注釈 1]

  - アンク（グリード態）（招）
  - 仮面ライダーバース・プロトタイプ（伊達）（招）
- 『仮面ライダーフォーゼ』
  - 仮面ライダーフォーゼ
    - 仮面ライダーフォーゼ ベースステイツ（招）
    - 仮面ライダーフォーゼ ファイヤーステイツ (BC)[注釈 1]
    - 仮面ライダーフォーゼ コズミックステイツ (BC)[注釈 1]
    - 仮面ライダーフォーゼ メテオフュージョンステイツ(BC)
    - 仮面ライダーフォーゼ エレキステイツ(BC)
    - 仮面ライダーフォーゼ ロケットステイツ(BC)

  - 仮面ライダーメテオ（招）
    - 仮面ライダーメテオストーム(BC)[注釈 1]
- 『仮面ライダーウィザード』
  - 仮面ライダーウィザード
    - 仮面ライダーウィザード フレイムスタイル（招）
    - 仮面ライダーウィザード フレイムドラゴン (BC)[注釈 1]
    - 仮面ライダーウィザード インフィニティースタイル (BC)[注釈 2]
    - 仮面ライダーウィザード インフィニティードラゴン (BC)
    - 仮面ライダーウィザード ハリケーンドラゴン(BC)
    - 仮面ライダーウィザード ランドドラゴン (BC)

  - 仮面ライダービースト（招）
    - 仮面ライダービーストハイパー(BC) [注釈 1]
- 『仮面ライダー鎧武/ガイム』
  - 仮面ライダー鎧武
    - 仮面ライダー鎧武 オレンジアームズ（招）
    - 仮面ライダー鎧武 ジンバーレモンアームズ (BC)[注釈 1]
    - 仮面ライダー鎧武 カチドキアームズ (BC)[注釈 1]
    - 仮面ライダー鎧武 極アームズ (BC)[注釈 2]
    - 仮面ライダー鎧武 1号アームズ(BC)

  - 仮面ライダーバロン
    - 仮面ライダーバロン バナナアームズ（招）
    - 仮面ライダーバロン レモンエナジーアームズ(BC)[注釈 1]
    - ロード・バロン（BC）[注釈 5]

  - 仮面ライダー斬月
    - 仮面ライダー斬月 メロンアームズ（招）
    - 仮面ライダー斬月・真 メロンエナジーアームズ (BC)
- 『仮面ライダードライブ』
  - 仮面ライダードライブ
    - 仮面ライダードライブ タイプスピード（招）
    - 仮面ライダードライブ タイプワイルド (BC)[注釈 2]
    - 仮面ライダードライブ タイプトライドロン (BC)[注釈 1]
    - 仮面ライダードライブ タイプスペシャル (BC)
    - 仮面ライダードライブ タイプフォーミュラ (BC)

  - 仮面ライダーマッハ（招）
    - 仮面ライダーデッドヒートマッハ (BC)[注釈 1]

  - 仮面ライダーチェイサー（招）
- 『仮面ライダーゴースト』
  - 仮面ライダーゴースト
    - 仮面ライダーゴースト オレ魂（招）
    - 仮面ライダーゴースト 闘魂ブースト魂 (BC)[注釈 2]
    - 仮面ライダーゴースト ムゲン魂 (BC)
    - 仮面ライダーゴースト テンカトウイツ魂(BC)

  - 仮面ライダースペクター（招）
    - 仮面ライダーディープスペクター(BC)[注釈 1]
- 『仮面ライダーアマゾンズ』
  - 仮面ライダーアマゾンアルファ（招）
  - 仮面ライダーアマゾンニューオメガ（招）
  - 仮面ライダーアマゾンネオ（招）
- 『仮面ライダーエグゼイド』
  - 仮面ライダーエグゼイド
    - 仮面ライダーエグゼイド アクションゲーマー レベル2（招）
    - 仮面ライダーエグゼイド ロボットアクションゲーマー レベル3 (BC)[注釈 1]
    - 仮面ライダーエグゼイド マキシマムゲーマー レベル99 (BC)[注釈 1]
    - 仮面ライダーエグゼイド ムテキゲーマー (BC)[注釈 6]
    - 仮面ライダーエグゼイド クリエイターゲーマー(BC)
    - 仮面ライダーエグゼイド ハンターアクションゲーマー レベル5(フルドラゴン)(BC)

  - 仮面ライダーブレイブ
    - 仮面ライダーブレイブ クエストゲーマー レベル2（招）
    - 仮面ライダーブレイブ レガシーゲーマー レベル100 (BC)[注釈 1]

  - 仮面ライダースナイプ
    - 仮面ライダースナイプ シューティングゲーマー レベル2（招）
    - 仮面ライダースナイプ シミュレーションゲーマー レベル50 (BC)[注釈 1]

  - 仮面ライダーゲンム
    - 仮面ライダーゲンム ゾンビアクションゲーマー レベルX-0（招）
    - 仮面ライダーゲンム ゴッドマキシマムゲーマー レベルビリオン (BC)[注釈 1]

  - 仮面ライダーレーザーターボ
    - 仮面ライダーレーザーターボ バイクゲーマー レベル0（招）
    - 仮面ライダーレーザーターボ プロトコンバットバイクゲーマー レベル0(BC)[注釈 1]

  - 仮面ライダーパラドクス
    - 仮面ライダーパラドクス パズルゲーマー レベル50（招）
    - 仮面ライダーパラドクス ファイターゲーマー レベル50 (BC)
    - 仮面ライダーパラドクス パーフェクトノックアウトゲーマー レベル99 (BC)
- 『仮面ライダービルド』
  - 仮面ライダービルド
    - 仮面ライダービルド ラビットタンクフォーム（招）
    - 仮面ライダービルド ホークガトリングフォーム (BC)[注釈 1]
    - 仮面ライダービルド キードラゴンフォーム (BC)[注釈 6]
    - 仮面ライダービルド ラビットタンクスパークリングフォーム (BC)[注釈 1]
    - 仮面ライダービルド ラビットタンクハザードフォーム (BC)
    - 仮面ライダービルド ラビットラビットフォーム (BC)
    - 仮面ライダービルド タンクタンクフォーム (BC)[注釈 1]
    - 仮面ライダービルド ジーニアスフォーム (BC)
    - 仮面ライダービルド クローズビルドフォーム (BC)
    - 仮面ライダービルド トライアルフォーム（ラビットドラゴン）(BC)
    - 仮面ライダービルド 海賊レッシャーハザードフォーム (BC)

  - 仮面ライダークローズ (招)
    - 仮面ライダークローズチャージ (BC)[注釈 2]
    - 仮面ライダークローズマグマ (BC)
    - 仮面ライダーグレートクローズ (BC)
    - 仮面ライダークローズエボル(BC)

  - 仮面ライダーグリス (招)
    - 仮面ライダーグリスブリザード (BC)
    - 仮面ライダーグリスパーフェクトキングダム(BC)

  - 仮面ライダーローグ (招)
    - 仮面ライダープライムローグ(BC)

  - 仮面ライダーエボル[2]
    - 仮面ライダーエボル コブラフォーム（招）
    - 仮面ライダーエボル ブラックホールフォーム (BC)
- 『仮面ライダージオウ』
  - 仮面ライダージオウ（招）[3]
    - 仮面ライダージオウ ビルドアーマー (BC)[注釈 1]
    - 仮面ライダージオウ エグゼイドアーマー (BC)
    - 仮面ライダージオウ フォーゼアーマー (BC)
    - 仮面ライダージオウ オーズアーマー (BC)
    - 仮面ライダージオウ ダブルアーマー (BC)
    - 仮面ライダージオウ ディケイドアーマー (BC)[注釈 1]
    - 仮面ライダージオウ ディケイドアーマー ゴーストフォーム (BC)
    - 仮面ライダージオウII (BC)[注釈 1]
    - 仮面ライダージオウトリニティ(BC)
    - 仮面ライダーグランドジオウ(BC) [注釈 6]
    - 仮面ライダージオウ オーマフォーム(BC)
    - 仮面ライダーオーマジオウ（2019常磐ソウゴ）(BC)
    - 仮面ライダージオウ ディケイドアーマーセイバーフォーム (BC)

  - 仮面ライダーゲイツ（招）
    - 仮面ライダーゲイツ ドライブアーマー (BC)[注釈 1]
    - 仮面ライダーゲイツ ビルドアーマー (BC)
    - 仮面ライダーゲイツ ファイズアーマー (BC)
    - 仮面ライダーゲイツ ゲンムアーマー(BC)
    - 仮面ライダーゲイツリバイブ剛烈 (BC)
    - 仮面ライダーゲイツリバイブ疾風 (BC)[注釈 1]
    - 仮面ライダーゲイツマジェスティ (BC)

  - 仮面ライダーウォズ（招）
    - 仮面ライダーウォズ フューチャーリングシノビ (BC)[注釈 1]
    - 仮面ライダーウォズギンガファイナリー(BC)[注釈 1]

  - 仮面ライダーツクヨミ（招）
  - オーマジオウ(2068) (BT)[注釈 7]
  - 仮面ライダーディケイド（ネオディケイドライバーVer.）（招）
    - 仮面ライダーディケイド コンプリートフォーム21 (BC)
- 『仮面ライダーゼロワン』
  - 仮面ライダーゼロワン[4]
    - 仮面ライダーゼロワン ライジングホッパー（招）
    - 仮面ライダーゼロワン フライングファルコン(BC)[注釈 1]
    - 仮面ライダーゼロワン フリージングベアー(BC)[注釈 1]
    - 仮面ライダーゼロワン シャイニングホッパー(BC)[注釈 1]
    - 仮面ライダー001(BC)[注釈 8]
    - 仮面ライダーゼロワン シャイニングアサルトホッパー(BC)
    - 仮面ライダーゼロワン メタルクラスタホッパー(BC)[注釈 1]
    - 仮面ライダーゼロツー(BC)[注釈 8]
    - 仮面ライダーゼロワン ヘルライジングホッパー (BC)
    - 仮面ライダーアークワン (BC)[注釈 8]

  - 仮面ライダーバルカン
    - 仮面ライダーバルカン シューティングウルフ（招）
    - 仮面ライダーバルカン パンチングコング(BC)[注釈 1]
    - 仮面ライダーバルカン アサルトウルフ(BC)
    - 仮面ライダーランペイジバルカン (BC)
    - 仮面ライダーオルトロスバルカン (BC)

  - 仮面ライダーバルキリー
    - 仮面ライダーバルキリー ラッシングチーター（招）
    - 仮面ライダーバルキリー ライトニングホーネット(BC)[注釈 1]
    - ファイティングジャッカルレイダー(BC)[注釈 9]

  - 仮面ライダー1型 ロッキングホッパー（招）
  - 仮面ライダー滅 
    - 仮面ライダー滅 スティングスコーピオン（招）
    - 仮面ライダー滅 アークスコーピオン (BC)

  - 仮面ライダー迅
    - 仮面ライダー迅 フライングファルコン（招）
    - 仮面ライダー迅 バーニングファルコン(BC)[注釈 1]

  - 仮面ライダーサウザー（招）
- 『仮面ライダーセイバー』
  - 仮面ライダーセイバー
    - 仮面ライダーセイバー ブレイブドラゴン（招）
    - 仮面ライダーセイバー ドラゴンピーター (BC)
    - 仮面ライダーセイバー ドラゴンヘッジホッグピーター (BC)
    - 仮面ライダーセイバー クリムゾンドラゴン (BC)[注釈 1]
    - 仮面ライダーセイバー エモーショナルドラゴン (BC)
    - 仮面ライダーセイバー ドラゴニックナイト (BC)

  - 仮面ライダーブレイズ
    - 仮面ライダーブレイズ ライオン戦記（招）
    - 仮面ライダーブレイズ ライオンファンタジスタ (BC)[注釈 1]
    - 仮面ライダーブレイズ ファンタスティックライオン (BC)
    - 仮面ライダーブレイズ キングライオン大戦記 (BC)

  - 仮面ライダーエスパーダ
    - 仮面ライダーエスパーダ ランプドアランジーナ（招）
    - 仮面ライダーエスパーダ ランプドヘッジホッグ (BC)[注釈 1]
    - 仮面ライダーエスパーダ ゴールデンアランジーナ (BC)

  - 仮面ライダーバスター
    - 仮面ライダーバスター 玄武神話（招）
    - 仮面ライダーバスター 玄武ジャッ君 (BC)

  - 仮面ライダーカリバー 
    - 仮面ライダーカリバー ジャアクドラゴン（招）
    - 仮面ライダーカリバー ジャオウドラゴン (BC)

### 敵キャラクター
- 『仮面ライダー』
  - ショッカー骨戦闘員
  - ガラガランダ
  - ゲルショッカー戦闘員
  - 仮面ライダー1号(擬態)
- 『仮面ライダーV3』
  - カメバズーカ
- 『仮面ライダーX』
  - アポロガイスト
- 『仮面ライダーBLACK RX』
  - チャップ
  - シャドームーン
- 『仮面ライダークウガ』
  - ン・ダグバ・ゼバ究極体
  - 仮面ライダークウガ　アルティメットフォーム（ブラックアイ）
- 『仮面ライダー龍騎』
  - 仮面ライダー王蛇
- 『仮面ライダー555』
  - ライオトルーパー
  - 仮面ライダーカイザ（木場）
  - 仮面ライダーデルタ
  - 仮面ライダーオーガ
  - 仮面ライダーサイガ
- 『仮面ライダーカブト』
  - シャドウゼクトルーパー
  - カッシスワーム ディミディウス
- 『仮面ライダー電王』
  - レオソルジャー
- 『仮面ライダーキバ』
  - 仮面ライダーアーク
- 『仮面ライダーディケイド』
  - 仮面ライダーディケイド 激情態
- 『仮面ライダーW』
  - マスカレイド・ドーパント
  - ウェザー・ドーパント
  - 仮面ライダーエターナル（T2ガイアメモリ全装備形態）
- 『仮面ライダーオーズ/OOO』
  - 恐竜グリード
  - カザリ
  - 屑ヤミー
- 『MOVIE大戦CORE』
  - 仮面ライダーコア
- 『仮面ライダーフォーゼ』
  - ダスタード
  - サジタリウス・ゾディアーツ
- 『仮面ライダーウィザード』
  - フェニックス
  - 仮面ライダーソーサラー
- 『仮面ライダー鎧武/ガイム』
  - 初級インベス（緑）
  - ロード・バロン
- 『仮面ライダードライブ』
  - 魔進チェイサー
- 『仮面ライダーゴースト』
  - 刀眼魔
- 『仮面ライダーアマゾンズ』
  - 仮面ライダーアマゾンアルファ
- 『仮面ライダーエグゼイド』
  - 仮面ライダーゲンム ゾンビゲーマーレベルX
  - バグスターウイルス
  - 仮面ライダーパラドクス パズルゲーマーレベル50
- 『仮面ライダービルド』
  - ナイトローグ
  - ブラッドスターク
  - ガーディアン
  - 仮面ライダーエボル ブラックホールフォーム[5]
- 『仮面ライダージオウ』
  - 仮面ライダーオーマジオウ(2068)
- 『仮面ライダーゼロワン』
  - 仮面ライダー滅
  - 仮面ライダーサウザー
  - 仮面ライダーアークゼロ
- 『仮面ライダー シティウォーズ』
  - Mr.X（怪人態）
  - Mr.X（レプリカ融合態）

### ゲームオリジナルキャラクター
(1)Mr.X
「（プレイヤーの街）で"彼ら"（仮面ライダーたち）にゆかりのある建造物を破壊すれば、別世界の"彼ら"に悪影響を及ぼすから」と語っている。
また、ストーリークエスト第16章からは自らが怪人態となり、バトルに敵として登場する。
その正体は楠見江という青年であり、財団Xの研究員でもあったとされている。
仮面ライダーに彼女を殺されたことによりMr.Xと名乗り、仮面ライダーに憎悪を抱いたと語っている。
第16章では怪人態となり奮戦した。
第25章では、仮面ライダーたちと戦い、多数の仮面ライダーのライバルの記憶、能力をコピーし戦った結果、仮面ライダーを終始圧倒したが、自身のアイデンティティーともいえる記憶をなくしてしまった。
そうして、彼女を殺した仮面ライダーの名前も自分自身の名前も忘れてしまった。こうして、自身の記憶がなくなり、錯乱しているところをライダーたちに倒され、絶命した。しかし、そもそも、彼女が仮面ライダーに殺されたという記憶自体がエボルトによる捏造であった。
召還した敵の技をコピーし、使うことができるが、コピーのためには彼自身の記憶が削られてしまうというデメリットがある。
怪人態になる以前は黒いフードをかぶり登場していた。
(2)ネガレプリカ
エピソード30にて初登場。エボルトを怪人軍団に襲撃させた張本人である。
自称Mr.Xの跡を継いだ者、レプリカの弟だと話している。（詳しくは30章第五話を参照。）
レプリカと違い、体の色が赤。見た目が似ていることから、レプリカに化けた（ただし、反転している。）が、本物に見破られ、正体を表した（ライダーたちは見破ることができなかった。）。なお、自らを作ったものが存在する模様。
(3)Mr.X（レプリカ融合体）
ネガレプリカがレプリカを取り込んだ姿。Mr.Xとは別人格であり、Mr.Xと異なる点として楠見は黒と青の配色が多いが、黒と赤の配色が多い点がある。人格はネガレプリカそのものであり、レプリカの素直さは打ち消されている。

## ガシャ

### 基本システム
- ヒーローストーン（無償ストーンと有償ストーンがあるが、無償ストーンから順番に）を消費することで効果カードを入手できる。基本的にはヒーローストーンを25個消費して行う、「1回ガシャ」では効果カードが1枚、ヒーローストーンを250個消費して行う、「10回ガシャ」では、効果カード10枚と特典を入手できる。

- ヒーローストーンとは別のシステムとして、「○○記念チケット」を集めて上記のように効果カードを入手することができる。

### 特別枠（特典）
250個のヒーローストーンを消費し、「10回ガシャ」を行うと、提供割合にもとづいて抽選を行い、いずれか1枚の効果カードが特典としてプレゼントボックスへ贈られる。
このため、合計11枚の効果カードが入手可能
しかし、ガシャによっては獲得できる報酬が違う場合（強化カードや確定パスなど）や無い場合もある。
もともとの名称は「特典」であったが2020年2月12日のアップデートにより「特別枠」に名称が変更された。

### 有償ガシャ
250個の有償ヒーローストーンを消費し、「1回ガシャ」もしくは「10回ガシャ」を行う。「10回ガシャ」の場合、自分が選択した5枚（例外がある）の効果カードの中からランダムで特典として排出される。回数制限がある。

### リミットガシャ
リミットガシャでは決められた枚数ずつのカードが入っていて、引くと無くなっていく。
最終的には狙いのカードが入手できる。また、リセットすることも可能。

### ランカーガシャ
ランキングイベントのランキング上位報酬でもらえる「ランカーガシャチケット」を使って引くガシャ。

### メダルガシャ
イベントで入手可能なメダルを使って引くガシャ。
月が替わると入手可能なメダルが変わり、足し合わせることはできない。（前月のメダルは、期限が来ると消滅する）
メダル100枚では★4・★5共に、200枚では★5、500枚ではアクション付きの★5、1000枚ではガシャの目玉になっているBCのみ排出される。

## クエスト

### ストーリー
Mr.X編　1～25まで
ある都市に謎の集団が攻めてきた。仮面ライダーたちはレプリカという謎の少年とともに町を防衛するのだった。現れた集団を送り込んだ張本人、Mr.Xとの激闘がここに始まろうとしているのだった。Mr.Xは様々な怪人を送り込んだ。やがては人間をやめ、怪人化した。別の章で触れているがMr.Xは、相手の技をコピー出来る能力を持っている。これを劇中で弾いた相手はロード・バロン（「力は己でつかみ取るもの」)、シャドームーン（王の力を奪うとは無礼という発言をし、手加減する描写が見られる。圧倒的に、勝るも、最期はサタンサーベルで突かれて死ぬ。なお、ブラックに勝った世界線のシャドームーンである。）、サジタリウス・ゾディアーツである。
仮面ライダーは、全力を出し、勝利する。
しかし、クロスリンクシステムの新たな管理者が現れるのだった。
エボルト編　26から29まで
新たな管理者はエボルトであることが判明した。エボルトはMr.Xを作り出した（偽の記憶を植えつけ、洗脳したこと）張本人であることを作中の27で語っている。これは仮面ライダービルドも同じことをされている。それを彼に話したのだ。エボルトは自らの擬態を用い、最強形態にあえて変身しなかったことを見破られ、ビルドに新たな管理者だとバラされる形となった。偽物狂騒曲（29)では、仮面ライダー1号は、エボルトが呼び出したショッカーに洗脳された自分 飛蝗男（1号の擬態。ライダーキックの際は紫の光を放つ）と対戦。見事に勝利する。この後も、仮面ライダークウガなど数名が己に似た擬態またはかつての自分自身と戦い、勝っていく。そして、ビルドたちはエボルトとの最終決戦に挑み勝利する。エボルトは自分自身が騙した敵キャラクターに報復されながら（必殺技を当てられながら）も、懸命に生きようとするも、ビルドに看取られその最期を迎えるのだった。こうして、レプリカがクロスリンクシステムを破壊し、ストーリーは終わったかに見えた。しかし、新たなる敵が仮面ライダーたちを待ち受けているのだった…
クエストの説明
仮面ライダーやレプリカたちと共に街を怪人たちから守るクエスト。現在はCHAPTER1～38まで公開されている。難易度は「NORMAL」「HARD」「EXTRA」の3種類。クエストミッションをクリアすると、ヒーローストーンがもらえる。素材や、効果カードなども入手可能。

### イマジンクエスト
ランダムで発生するクエスト。発生した後は好きなタイミングでプレイでき、クリアしてもゲームオーバーしても再挑戦はできない。また、任意のタイミングで発生させることもできない。最初はLv.1から始まり、Lv.200まである。クリアするとヒーローストーンなどの報酬が手に入り、次回のイマジンクエストはLv.が一つ上がるが、ゲームオーバーの場合はLv.が一つ下がる。

### 曜日イベント
カードの進化や仮面ライダーの強化に必要な素材を集めることが出来るイベント。「初級」「中級」「上級」の3つがある。曜日によって、集められる素材が異なるが、ヒーローストーンを5個消費すると、特別に1時間だけ開放することが可能。また、キャンペーンなどで全開放されていることもある。

### イベントクエスト
定期的に期間限定で行われるクエスト。イベントクエストには「達成報酬」があり、規定のイベントpt到達で効果カードやヒーローストーンなど報酬（覚醒開放など）が手に入る。

#### ライダーバトルイベント
クエストがライダーバトルのみで構成されたイベント。

#### シティバトルイベント
クエストがシティバトルのみで構成されたイベント。

#### ランキングイベント
ライダーバトルイベントにランキングの要素を追加したイベント。

#### タイムバトルイベント
制限時間内にたくさんの敵を倒すイベント。ランキングがある。
制限時間は「ボーナスライダーで出撃する」「一定数の敵を倒す」「ボスを必殺技かTRKで倒す」の3つの方法で延長することができる。タイムバトルイベントには一気に撃退する機能はない。

#### レイドバトルイベント
レイドボスを倒し、たくさんの報酬をゲットすることができるイベント。レイドボスは1回倒すとレベルが上がっていき、最大で100まで上がる。

#### リバイバルイベント
過去に開催されたイベントを復刻して開催するイベント。達成報酬はリセットされるがクエストミッションはリセットされない。
イベントガシャやランキングは開催されない。また、メダルガチャで使用するメダルも入手出来ない。

## 効果カード

### 入手方法・用途
ガシャやクエストのドロップ報酬、イベントなどで手に入る。
仮面ライダーに装備することでパラメーターの上昇ができ、他の効果カードの強化や売却などができる。また、★5の効果カードを入手した際、その仮面ライダーを招集していない場合は、Rエナジーを消費せずにその仮面ライダーを招集することができる。
また、アクションが付いている効果カードは対応ライダーに装着して、アクションスロットにセットすることでアクションが使用可能になる。
一部の効果カードにはアビリティやTRK（トリプルライダーキック）が付与されている。

### レアリティ
★1から★7まで存在する。
★1から★3はガシャではなく、クエストのドロップ報酬やイベント報酬で獲得できる。
★4と★5はガシャやイベントなどで入手可能
★6や★7は後述の進化をすることで獲得できる。（一部のイベントでも入手可能…ランキング報酬など）。

### アクションなし
アクションが付いていない、パラメーターの上昇に特化した効果カード。
全レアリティで登場している。

### 技
対応ライダーに装備することで技が使えるようになる。
一度使うとクールタイムが終わるまで再使用は不可。
必殺技よりも威力が弱く、クールタイムが短い傾向がある。
★2以上で登場している。

### 必殺技
対応ライダーに装備することで必殺技が使えるようになる。
一度使うとクールタイムが終わるまで再使用は不可。
技よりも威力が高く、クールタイムが長い傾向がある。
★4以上で登場している。

### BC/BT
ブーストチェンジ（以下、BC）は対応ライダーに装備することでBCができるようになる。
BCを発動すると、一定時間、ライダーの見た目を変えたり、パラメーターを上昇させたりすることが出来る。また、発動した際にはライダーから衝動波が発生し、周りの敵にダメージを与えることが出来る。
BC中にBCの効果時間が切れると自動的に通常状態に戻り、BCのクールタイムが終わるまで再使用は不可。
また、手動でBCを解除することもできる。
ブーストタッグ（以下、BT）は対応ライダーに装備することで特定のライダーとバトンタッチが出来るようになる。
BTを発動すると、一定時間、タッグとなっているライダーと交代し効果時間が切れるまでそのライダーで戦える。手動で元のライダーに戻すこともできる。
また、タッグ先のライダーに対応しているアクションを使用することが出来る。
どちらも★5以上で登場している。

### 強化専用効果カード
仮面ライダーにセットすることが出来ない特殊な効果カード。
他の効果カードを強化することが出来る。
★1から★5まで登場している。

### Lv・進化・アビリティ
効果カードにはLvとアクションLvとが存在する。
Lvは他の効果カードで上げることができる。強化専用カードで強化すると上がりやすい。Lvを上限まで上げることで、必要な素材を集めると進化をすることができる。進化は一つの効果カードで2回まで進化でき、一回の進化で一つレアリティが上がる（入手時からすでに進化されていることもある。）。
アクションLvは同じアクションを持つ効果カードか、必殺技なら「必殺技強化専用効果カード」、技なら「技専用効果カード」で強化することができる。
同じアクションを持つ効果カードだったらどのレアリティでもいい。
アクションLvを上げると、アクションの威力の増加、クールタイム短縮ができる。
アビリティもその効果カードのアクションの威力の増加、クールタイム短縮をすることができる。
アビリティが付与されている効果カードはアクションLvを上げるとアビリティが増える。

### TRK（トリプルライダーキック）
一部のカードに付与されている。
TRKが付与されている効果カードを装備しているライダーはバトル中一回のみ、TRKを発動することが出来る。（コンティニュー時はリセットされる）。
TRKでは最大3人でライダーキックをし、その場にいた敵全員にダメージを与えることが出来る。
3人いなくても発動は可能だが、人数が多いほどダメージが上がる。

## TVCM・動画

### TVCM
TVCMは第1弾と第2弾、第3弾が存在するが、第1弾と第2弾は既に非公開になっていて視聴不可。
第3弾では新ライダーのジオウ登場をフィーチャーした内容になっている。
第2弾は当時の新機能のマルチプレイやTRKをフィーチャーした内容になっていた。

### 動画

#### 公式攻略動画
YouTubeの「876TV」（バンダイナムコエンターテインメントの公式チャンネル）で攻略動画『シティウォーズの道しるべ～スペシャル～』が公開されていた。
「仮面ライダー シティウォーズ」の気になる要素を解決・解説する。全三回放送されたが、現在は非公開となっている。
＜出演者＞
仮面ライダーGIRLS 秋田知里
仮面ライダーGIRLS 鷲見友美ジェナ
バンダイナムコエンターテインメント 四條僚一

#### 公式生放送
「876TV」で11月27日に生放送された「【バンダイナムコ公式】豪華ゲストと贈る仮面ライダーゲームトーーク！SP」のアーカイブが公開されている。
放送当時の仮面ライダーシティウォーズの最新情報が公開されたほか、PS4「仮面ライダークライマックスファイターズ」の実機プレイが公開された。
【出演者】
「仮面ライダービルド」 桐生戦兎役 犬飼貴丈
仮面ライダーGIRLS 井坂仁美、秋田知里、鷲見友美ジェナ、黒田絢子
バンダイナムコエンターテインメント 又野健太郎、四條僚一
【司会】 オジンオズボーン 篠宮暁

## 声の出演
- 仮面ライダーセイバー - 内藤秀一郎[10]
- 仮面ライダーブレイズ - 山口貴也[11]
- 仮面ライダーエスパーダ - 青木瞭[12]
- 仮面ライダーバスター - 生島勇輝[13]
- 仮面ライダーカリバー - 平山浩行[14]
- 仮面ライダーゼロワン - 高橋文哉[15]
- 仮面ライダーバルカン - 岡田龍太郎[16]
- 仮面ライダーバルキリー - 井桁弘恵[17]
- 仮面ライダー滅 - 砂川脩弥[18]
- 仮面ライダー迅 - 中川大輔[19]
- 仮面ライダー1型 - 山本耕史[20]
- 仮面ライダーサウザー - 桜木那智[21]
- 仮面ライダージオウ - 奥野壮[22]
- 仮面ライダーゲイツ - 押田岳
- 仮面ライダーウォズ - 渡邊圭祐
- 仮面ライダーツクヨミ - 大幡しえり[23]
- 仮面ライダービルド - 犬飼貴丈[24]
- 仮面ライダークローズ - 赤楚衛二
- 仮面ライダーグリス / 仮面ライダーダークキバ（音也） / 仮面ライダーイクサ（音也） - 武田航平
- 仮面ライダーローグ / ナイトローグ - 水上剣星
- 仮面ライダーエボル / ブラッドスターク - 金尾哲夫[25]
- 仮面ライダーエグゼイド - 飯島寛騎[24]
- 仮面ライダーブレイブ - 瀬戸利樹
- 仮面ライダースナイプ - 松本享恭
- 仮面ライダーゲンム - 岩永徹也
- 仮面ライダーレーザーターボ - 小野塚勇人
- 仮面ライダーパラドクス - 甲斐翔真[26]
- 仮面ライダーアマゾンニューオメガ - 藤田富
- 仮面ライダーアマゾンアルファ - 谷口賢志
- 仮面ライダーアマゾンネオ - 前嶋曜
- 仮面ライダーゴースト - 西銘駿
- 仮面ライダースペクター - 山本涼介
- 仮面ライダードライブ - 竹内涼真
- 仮面ライダーマッハ - 稲葉友
- 仮面ライダーチェイサー/ 魔進チェイサー - 上遠野太洸
- 仮面ライダー鎧武 - 佐野岳
- 仮面ライダーバロン/ロード・バロン - 小林豊
- 仮面ライダー斬月 - 久保田悠来[27]
- 仮面ライダーウィザード - 白石隼也
- 仮面ライダービースト - 永瀬匡
- フェニックス - 篤海
- 仮面ライダーメテオ - 吉沢亮
- サジタリウス・ゾディアーツ - 鶴見辰吾
- 仮面ライダーオーズ - 渡部秀[28]
- 仮面ライダーバース（後藤） - 君嶋麻耶
- 仮面ライダーバース・プロトタイプ（伊達） - 岩永洋昭
- アンク（グリード態） - 三浦涼介[29]
- 恐竜グリード - 神尾佑
- 仮面ライダーコア - 立木文彦
- 仮面ライダーW(翔太郎) - 桐山漣
- 仮面ライダーアクセル - 木ノ本嶺浩
- ウェザー・ドーパント - 檀臣幸
- 仮面ライダーエターナル ‐ 松岡充
- 仮面ライダーディケイド - 井上正大
- 仮面ライダーディエンド - 戸谷公人
- 仮面ライダー電王 ソードフォーム - 関俊彦
- 仮面ライダー電王 ロッドフォーム - 遊佐浩二
- キンタロス / シャドームーン - てらそままさき
- リュウタロス - 鈴村健一
- 仮面ライダーゼロノス - 中村優一
- 仮面ライダーゼロノス ベガフォーム - 大塚芳忠
- 仮面ライダーNEW電王 - 桜田通[30]
- 仮面ライダーガタック - 佐藤祐基
- 仮面ライダーキックホッパー - 徳山秀典[31]
- 仮面ライダーパンチホッパー - 内山眞人[32]
- カッシスワーム - 坂口拓
- 仮面ライダー響鬼 - 細川茂樹
- 仮面ライダーブレイド - 椿隆之[33]
- 仮面ライダーギャレン - 天野浩成
- 仮面ライダーカリス - 森本亮治
- 仮面ライダーレンゲル - 小嶋隆浩[34]
- 仮面ライダーファイズ - 半田健人
- 仮面ライダーカイザ - 村上幸平
- 仮面ライダーデルタ - 原田篤
- 仮面ライダー龍騎 - 須賀貴匡
- 仮面ライダーナイト - 松田悟志
- 仮面ライダー王蛇 - 萩野崇
- 仮面ライダーアギト - 賀集利樹
- 仮面ライダーBLACK / 仮面ライダーBLACK RX - 倉田てつを

## 主題歌
「Reason for」
作詞：渡部紫緒 / 作曲：Ryo / 歌：仮面ライダーGIRLS